# ZETAS
ZETAS（ジータス）はパナソニック（初代法人、現：パナソニックホールディングス。2008年9月30日以前は松下電器産業）が1990年代 - 2000年代当時、業務提携を結んでいたTDKと共同開発し、DATやマイクロカセットを除くオーディオ用カセットテープ（ACC・DCC）やS-VHSやD-VHSを含む各種VHS用、およびDVC用ビデオテープ、フロッピーディスク等の各種メディアに使用していた共通ブランド名である。2025年現在は既に廃止されている。

## 使用していた主な製品
- コンパクトカセットPX、KX、PX-1、PX-2
- デジタルコンパクトカセット
- ミニディスク
- VHS/VHS-CビデオカセットSUPER GT、SUPER HG、S-VHS
- DVCテープ (miniDV)
- パナソニック抗菌2HD 3.5インチフロッピーディスク